# 近藤哲也 (柔術)
近藤 哲也（こんどう てつや、1973年8月1日 - ）は、日本のブラジリアン柔術家。和歌山県出身。レッドシャーク所属。

## 来歴
2001年よりエンセン井上の総合格闘技道場PUREBRED京都の代表を務め、2004年に久保田有希と結婚。
2007年9月より静岡県沼津市にレッドシャーク柔術アカデミーを立ち上る。
2008年エンセン井上よりブラジリアン柔術黒帯を認定される。
2009年4月1日に駿東郡清水町徳倉に常設道場をオープン。
2010年4月に閉館。同年5月に離婚。現在はフリーのインストラクターとして東京を中心に
様々な団体で活躍中。
2010年11月27日、VOLTAGE旗揚げ興行でプロ総合格闘技デビュー。森素道と対戦し、腕ひしぎ十字固めで一本勝ちを収めた
2011年2月よりブラジリアン柔術の寝技のテクニックを使って、体に負担のかからない介護技術を活かして介護士としても活躍。
にわのまこと著の『真島、爆ぜる‼︎』に真島零の親友 三浦初のブラジリアン柔術の先生 遠藤哲也役としてゲスト出演。
2012年末より漫画家をメインとしたインタビュー活動を開始、「赤鮫が行く！！」という名前でサイトを展開。
格闘技系の漫画などにアドバイザーとしても参加。
2015年1月20日にTO出版より『和歌山あるある』を執筆し出版する。。

## 主なブラジリアン柔術の実績
- 2001年〜2003年 コパセントラル優勝
- 2004年 パンアメリカン柔術大会 準優勝
- 2006年 ブラジリアン柔術アジア選手権大会 優勝
- 2007年 全日本ブラジリアン柔術選手権 アダルト茶帯メイオペサード級 優勝
- 2008年 全日本ブラジリアン柔術マスター＆シニア選手権2008 マスター茶帯アブソルート級 準優勝
- 2012年 コパブルテリア黒帯ミドル級優勝

## 戦績

### 総合格闘技
| 総合格闘技 戦績 | 総合格闘技 戦績 | 総合格闘技 戦績 | 総合格闘技 戦績 | 総合格闘技 戦績 | 総合格闘技 戦績 | 総合格闘技 戦績 |
| --------------- | --------------- | --------------- | --------------- | --------------- | --------------- | --------------- |
| 1 試合          | (T)KO           | 一本            | 判定            | その他          | 引き分け        | 無効試合        |
| 1 勝            | 0               | 1               | 0               | 0               | 0               | 0               |
| 0 敗            | 0               | 0               | 0               | 0               | 0               | 0               |

| 勝敗 | 対戦相手 | 試合結果                 | 大会名        | 開催年月日     |
| ○    | 森素道   | 2R 2:36 腕ひしぎ十字固め | VOLTAGE VOL.1 | 2010年11月27日 |